# Georges Pomiès
Pour les articles homonymes, voir Pomiès.
Georges Félix André Pomiès, né le 27 juillet 1902 à Paris 14e, où il est mort le 7 octobre 1933, est un danseur, chanteur et acteur de cinéma français.

## Biographie
Georges Pomiès est né en 1902, au 4 rue de la Gaîté dans le 14e arrondissement de Paris, de Charles Pomiès, employé de commerce, ancien élève de l'école municipale des beaux-arts du Havre et d'Adèle Guignard. Ses aïeux paternels étaient des artistes lyriques, son grand-père Joseph-Félix Pomiès (1837, Bruges, Belgique - 1893 Roubaix, Nord), était un musicien et son épouse Marie Incarnation Lucile, dite Lucie Garcia Lopez (1840, Madrid, Espagne - après 1900 Le Havre), était une danseuse et comédienne.
Georges Pomiès fait ses études secondaires au collège et lycée Lavoisier puis il entre à l'école odontechnique de la rue Garancière. Une de ses sœurs, Hélène, est une lettrée qui pratiquait et traduisait l'espagnol avec Jean Cassou (1897-1986). Elle est l'auteur d'un recueil de souvenirs Du sang sur la montagne paru en 1947, consacré à la Résistance dans les Alpes et en Espagne.
Une autre de ses sœurs, Carmen Pomiès (1900-1982), est une sportive accomplie, championne de France de javelot en 1920, puis footballeuse et entraîneuse, et pendant la Seconde Guerre mondiale membre de la résistance intérieure (FFI) à Paris et du Conseil national de la Résistance.
Pomiès commence sa carrière de chanteur aux Revues des Écoles dentaires en avril 1924, puis à un concours de La Cigale, à partir d'avril 1925 à l'Olympia, au Palace, au théâtre de l'Empire et dans plusieurs théâtres de province, de Belgique, de Hollande et de Suisse. Il fera une tournée à Varsovie en novembre 1929.
Il devient danseur sur les conseils de Paul Franck de l'Olympia. Il fait des parodies d'Al Sherman, Earl Leslie, Harry Pilcer, Harry Reso, Maurice Chevalier sur la musique de Cecil Mack (en) et J. Rosamond Johnson. Il crée Clement's Charleston, Georgian Blues de Jean Wiener, Gambades de Lucien Pipon. Il travaille avec Claude Nicole. Il danse Copacabana des Saudades de Darius Milhaud.
Georges Pomiès est un artiste complet de music-hall dans ses rôles de mime, chanteur, danseur, acteur et par ailleurs partenaire et amant de la danseuse Lisa Duncan (1898-1976), fille adoptive d'Isadora Duncan, qu'il ravit à Jouvet. En duo avec elle il danse La dernière nymphe sur une musique de Gluck en 1932, dans laquelle il semblait se moquer du style d'Isadora Duncan.
Il incarna également le bonhomme Michelin. Il travailla avec Charles Dullin, Jean Renoir, Jacques Prévert — qui écrira en février 1928 sa première chanson pour lui Les animaux ont des ennuis mise en musique par Christiane Verger et rédige aussi des scénarios à danser ou à mimer —, Marie Dubas, Max Jacob qui l'accompagne au piano, Gaston Baty, pour lequel il incarne le Polichinelle des intermèdes du Malade imaginaire.
Membre de l'Association des écrivains et artistes révolutionnaires (AEAR), il donnera des spectacles avec le Groupe Octobre. Sylvia Bataille et Agnès Capri, qu'il appelait ses « petites filles », devinrent ses élèves.
Il meurt à Dreux (Eure-et-Loir) dans une clinique privée le 7/10/1933 au 70 rue Saint-Denis, déclaré le 9/10/1933 par sa sœur Hélène Pomiès, professeur d'espagnol, l'acte de décès est transcrit à la mairie du XIVème à Paris le 26/10/1933 (acte 5022 page 24 de la numérisation).
Il est inhumé à Diors (Indre), pays d'origine de sa mère.

## Filmographie
- 1928 : Tire au flanc de Jean Renoir : Jean Dubois d'Ombelles.
- 1930 : La Joie d'une heure d'André Cerf : le camelot Alfred.
- 1932 : Chotard et Cie de Jean Renoir : Julien Collinet.
- 1933 : Ciboulette de Claude Autant-Lara : Olivier Métra.

## Ouvrages de référence
- Danser c'est vivre, éditions Pierre Tisné, 1939.  — Témoignages et documents, Édouard Caen, Pierre Abraham, P.O. Ferroud, Gaston Baty, Charles Dullin, Paul Franck, Jean Wiéner, Marie Dubas, Lisa Duncan, Legrand-Chabrier, Maurice Brillant, Fernand Divoire, Hélène Pomiès.
- Anne Décoret-Ahuha, Les danses exotiques en France : 1880-1940, 2004, 317 p.
- Agnès Capri, Sept épées de mélancolie : est-ce qu'on sait ce qu'on a dans la tête ?, 1975.